# Marco Petreio
Marco Petreio (in latino Marcus Petreius; 110 a.C. – aprile 46 a.C.) è stato un generale romano, vissuto nell'epoca cesariana, figlio di Gneo Petreio.

## Biografia
Petreio fu il primo della sua famiglia a diventare membro del Senato. Cominciò la sua carriera militare circa nel 90 a.C. diventando prima tribuno militare, poi prefetto.

### La sconfitta di Catilina
Nel 62 a.C. condusse come legato del proconsole Gaio Antonio Ibrida l'armata senatoriale sconfiggendo il rivoluzionario Lucio Sergio Catilina presso Pistoia, mentre lo stesso Ibrida rimase lontano dalla battaglia. Non concedendo tempo ai congiurati costretti ad una ritirata strategica, Petreio, aiutato da Publio Sestio, riuscì a costringerli in un passaggio angusto tra due montagne che conduceva ad una rupe. Lì i congiurati, Catilina compreso, si ritrovarono nella trappola del condottiero, che mandò avanti le legioni. Tuttavia le forze catilinarie resistettero all'impeto dei legionari, mossi dal "coraggio della paura" della rupe alle loro spalle. Così lo stesso Petreio fu costretto a raggiungere le prime file assieme ad una cohors praetoria (a quel tempo questo nome indicava la coorte posta a protezione del Praetorium, ovvero la tenda del comandante in capo, poi per estensione a protezione del condottiero). Con l'arrivo del dux e della sua coorte la battaglia finì nel giro di poche ore. L'esito fu una vittoria schiacciante di Petreio e le perdite romane si limitarono ad un centinaio di uomini, mentre per i congiurati non ci fu nessun superstite: persino Catilina e Manlio, braccio destro del cospiratore, perirono con i loro uomini.

### La guerra civile
Dopo questa grande vittoria, Petreio si alleò con Catone, che contrastava il primo triumvirato nel 59 a.C. Nel 55 a.C. si ritrovò come amministratore in Spagna insieme a Lucio Afranio, mentre il governatore ufficiale, Pompeo, rimase a Roma. Nel 49 a.C. era divampata la guerra civile; Cesare, dopo aver preso il controllo di Roma si diresse verso la Spagna per assicurarsi un territorio sicuro prima di scontrarsi in Grecia con Pompeo. Afranio e Petreio si erano dichiarati a favore di Pompeo e della Repubblica e quindi contro Cesare. Dopo una serie di piccoli scontri furono circondati e su decisione di Afranio si arresero il 2 agosto del 49 a.C. presso Lerida.
Petreio chiese di essere ucciso, tanta era la vergogna della sconfitta, ma Cesare decise di risparmiarli e così entrambi i legati si diressero in Grecia per unirsi alle forze pompeiane. Dopo la battaglia di Farsalo nell'agosto del 48 a.C., Petreio e il suo amico e alleato Catone si rifugiarono prima in Peloponneso e poi in Nord Africa, dove riorganizzarono la resistenza contro il futuro dittatore. Lui e Tito Labieno riuscirono a vincere varie volte contro l'esercito di Cesare. Dopo la grande battaglia di Tapso, dove Gaio Giulio Cesare sconfisse l'esercito pompeiano sotto Metello Scipione, Petreio fuggì insieme al re numida Giuba I. In una situazione disperata nei pressi di Zama, i due decisero di cercare la morte in un duello. Nello scontro concordato Petreio uccise il re numida con relativa facilità, e poi si suicidò con l'aiuto di uno schiavo.